# Kvensk språksenter Vadsø
Kvensk språksenter Vadsø (kvänska: Kväänin kielisentteri Vadsø) är ett norskt språkcentrum för det kvänska språket i Vadsø i Finnmark fylke i Norge.
Vadsø kommun bildade i juli 2018 Kvensk Språksenter Vadsø. Det öppnades officiellt den 15 mars 2019  i Vadsø museum – Ruija kvenmuseums lokaler vid Grensen 1 i Vadsø och ska stötta och utveckla kvänsk kultur och språk i Varanger.